# Синельников, Василий Григорьевич (комбайнёр)
Василий Григорьевич Синельников (1911—1996) — советский работник сельского хозяйства, комбайнёр Кинделинской МТС Мустаевского района Чкаловской области (ныне — Оренбургской), Герой Социалистического Труда (1951).

## Биография
Родился в 1911 году в селе Бородинск Бузулукского уезда Самарской губернии, ныне Ташлинского района Оренбургской области, в крестьянской семье.
Окончив начальную школу, с десяти лет Василий начал трудиться в колхозе разнорабочим. Окончив в 1935 году курсы трактористов-комбайнеров, работал на Кинделинской машинно-тракторной станции Мустаевского района Оренбургской области. Затем стал комбайнером, был первым стахановцем колхоза. В годы Великой Отечественной войны работал в тылу. 
Около 40 лет проработал механизатором широкого профиля — трактористом и комбайнером, являясь мастером высокого класса.  Производительность его комбайна «Сталинец-6» составляла 70-75 гектаров, а в 1952 году достигла 80 гектаров. Являясь инициатором социалистического соревнования среди комбайнеров области, он перевыполнил принятые им в 1952 году обязательства убрать за 25 рабочих дней на одном комбайне 1500 гектаров.
В начале 1970-х вышел на пенсию. Занимался общественной деятельностью, избирался депутатом местных Советов, был членом Мустаевского  районного комитета КПСС.
Умер в 1996 году.
Его младший сын Николай также стал хлеборобом, старший сын стал директором совхоза имени Электрозавода Новосергиевского района Оренбургской области.

## Награды
- Указом Президиума Верховного Совета СССР от 14 мая 1951 года за достижение высоких показателей на уборке и обмолоте зерновых культур в 1950 году Синельникову Василию Григорьевичу, намолотившему комбайном «Сталинец-6» с убранной им площади за 25 рабочих дней 8333 центнера зерновых культур на комбайн, было присвоено звание Героя Социалистического Труда с вручением ордена Ленина и золотой медали «Серп и Молот».
- Также был награждён еще тремя орденами Ленина (1952, 1953, 1954), орденом Трудового Красного Знамени (1956) и медалями, в числе которых «За доблестный труд в Великой Отечественной войне 1941–1945 гг.», «За освоение целинных земель» и пять медалей ВДНХ и ВСХВ СССР.[1]